# Gazipur (zila)
Gazipur (en bengalí: গাজীপুর) es un zila o distrito de Bangladés que forma parte de la división de Daca.
Comprende 6 upazilas en una superficie territorial de 1.798 km² : Gazipur, Kaliakior, Kapasia, Sripur, Kaligoanj, Tongi.
La capital es la ciudad de Gazipur.

## Upazilas con población en marzo de 2011[2]
- Gazipur Sadar 1,820,374
- Kaliakair 483,308
- Kaliganj 265,276
- Kapasia 342,162
- Sripur 492,792

## Demografía
Según estimación 2010 contaba con una población total de 2.597.694 habitantes.